# کاروانسرای عباسی قصر شیرین
کاروانسرای عباسی قصر شیرین مربوط به دوره صفوی است و در قصر شیرین، خیابان شهدا واقع شده و این اثر در تاریخ ۸ مرداد ۱۳۸۱ با شمارهٔ ثبت ۵۸۹۴ به‌عنوان یکی از آثار ملی ایران به ثبت رسیده است.

## موزهٔ مردم‌شناسی قصر شیرین
بخشی از کاروانسرای عباسی قصر شیرین از سال ۱۳۸۷ به موزهٔ مردم‌شناسی اختصاص داده شده‌است. در این موزه ابزار زندگی کشاورزی و عشایری، پوشاک کردی کردان جنوب کردستان و وسایل زندگی عشایری به نمایش گذاشته شده‌است.
نگاره‌هایی از موزهٔ مردم‌شناسی قصرشیرین

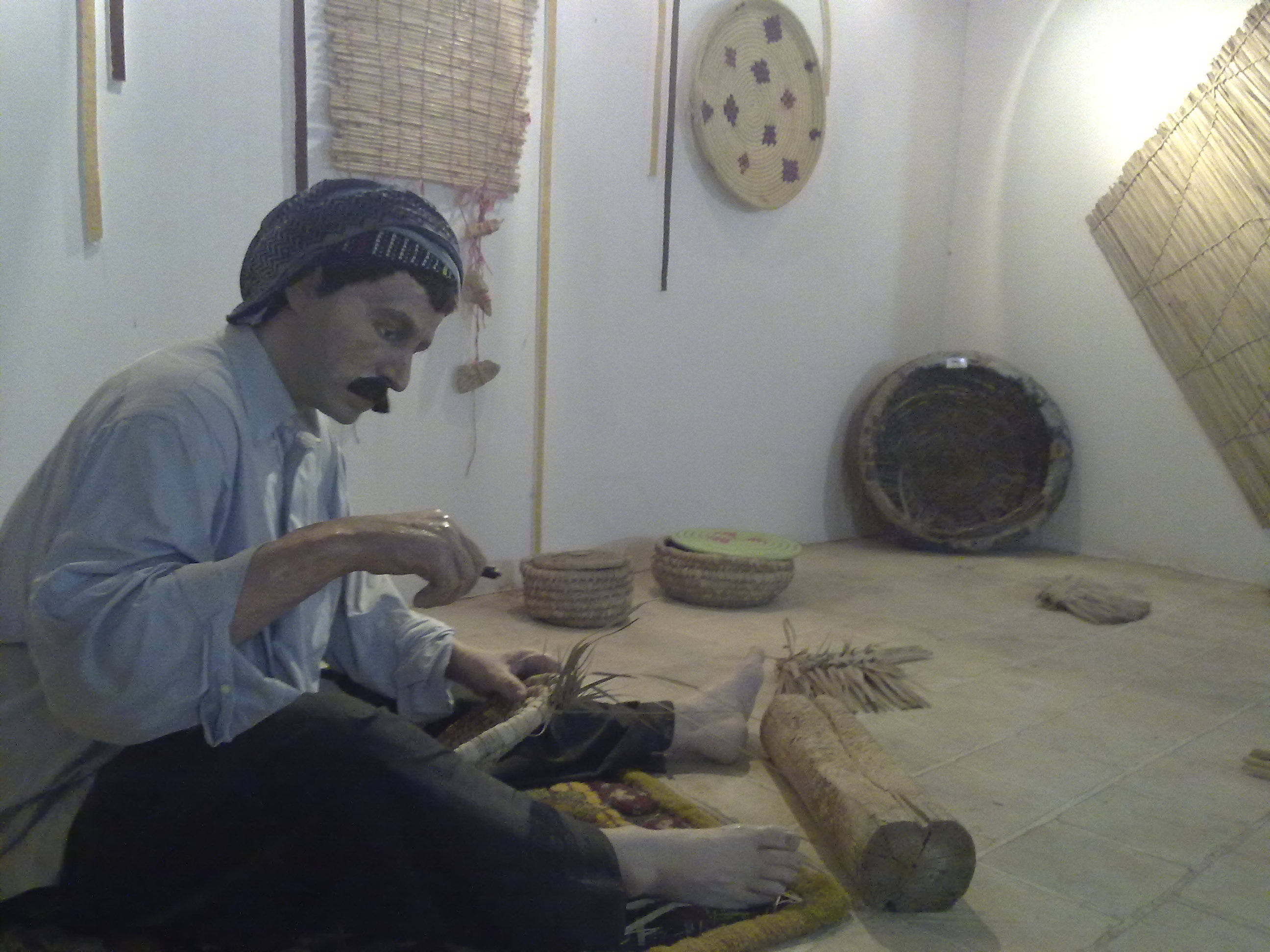
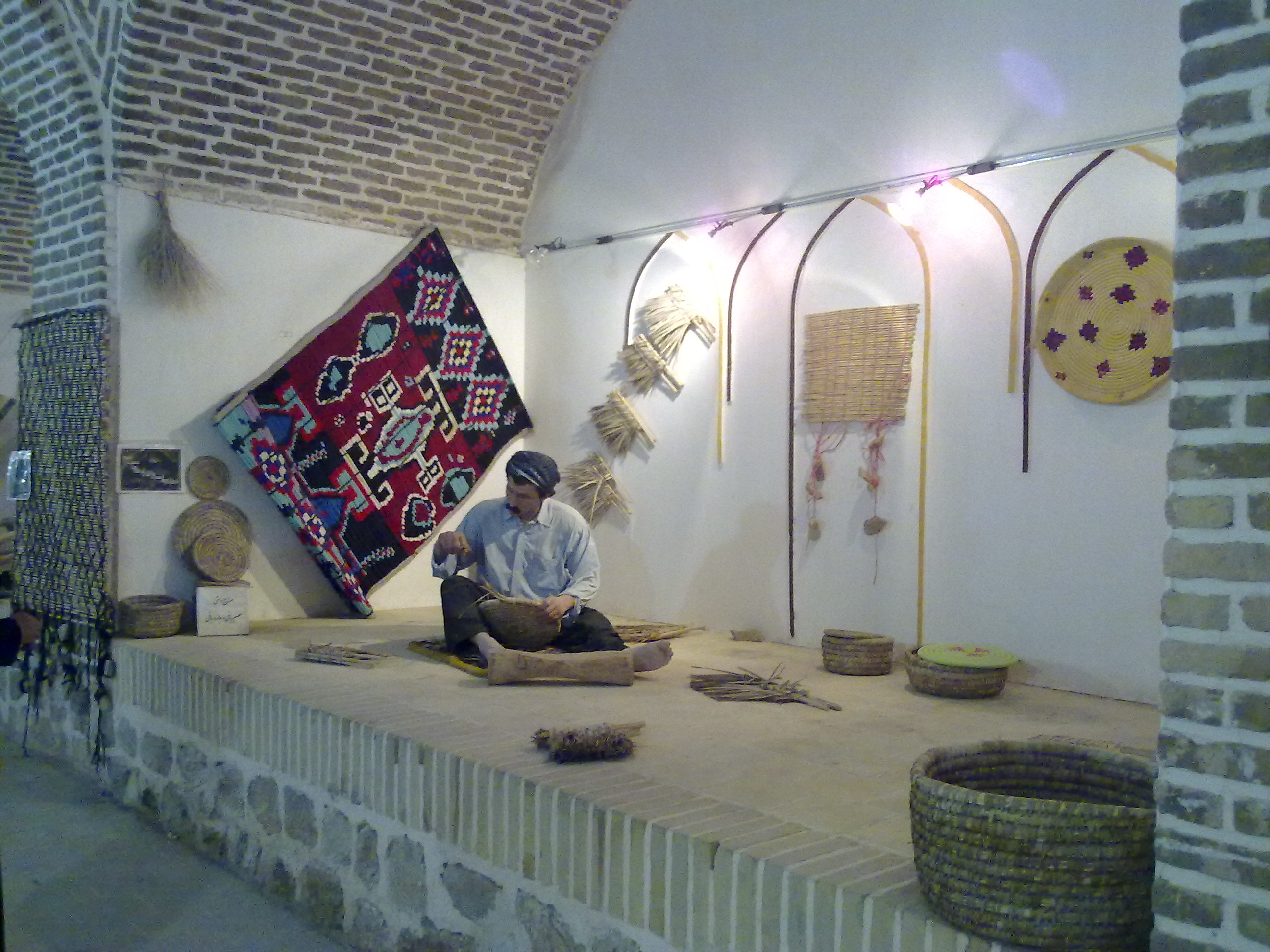